# Doris Pollatschek
Doris Pollatschek (* 14. Februar 1928 in Barmen; † 13. März 2002 in Berlin), zeitweise auch unter den Namen Nora (Doris) Pollatschek-Geitner bzw. Doris Reuel-Pollatschek auftretend, war eine deutsch-israelische Künstlerin und nebenbei eine Züchterin von Kanaani-Katzen.

## Leben

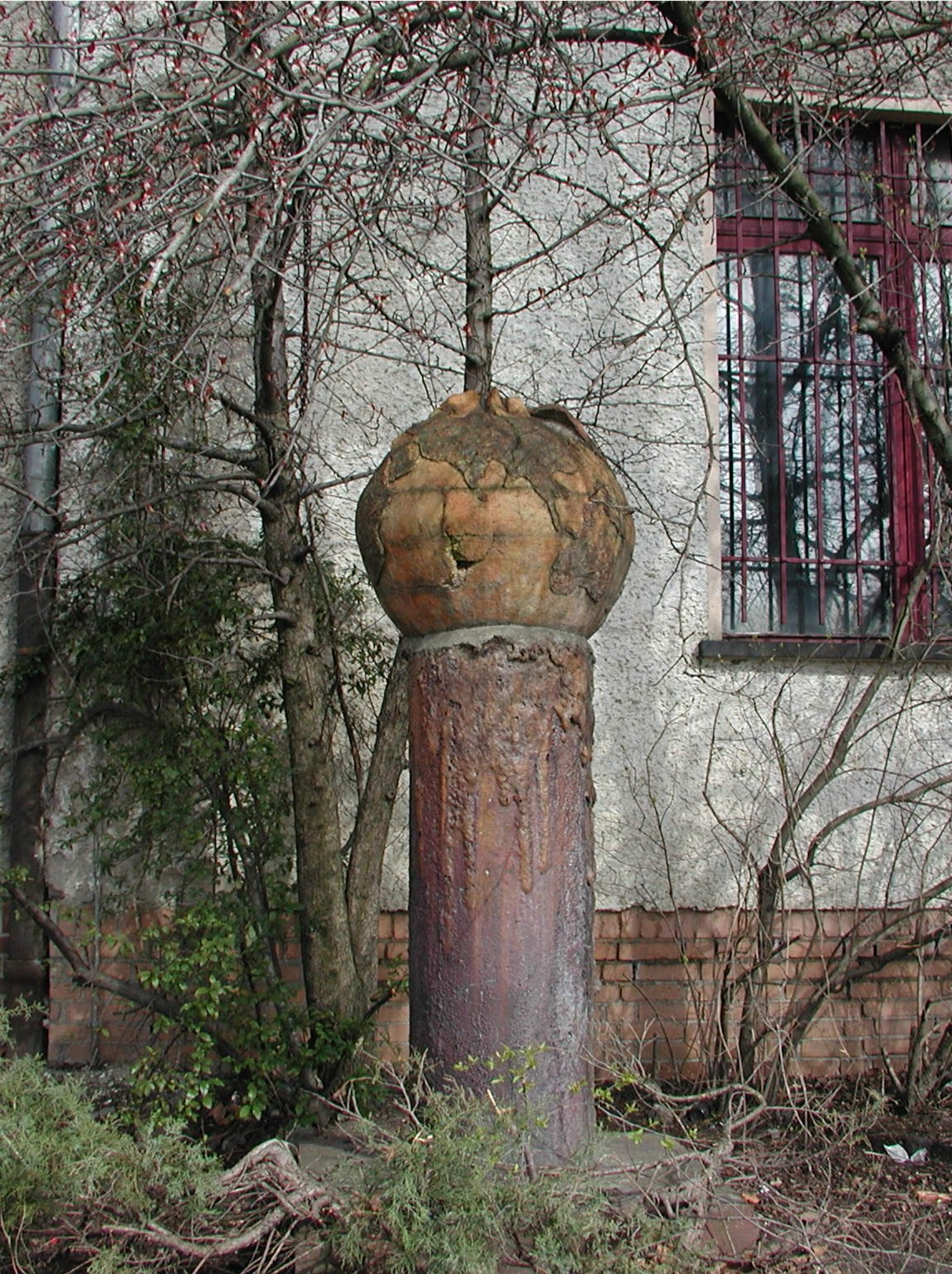
Keramiksäule – Standort in Berlin-Lichtenberg, Herzbergstraße

Von jüdischer Herkunft, wurde Doris Pollatschek schon früh für ihr ganzes späteres Leben geprägt: durch die Flucht mit den Eltern aus Deutschland 1934, das anschließende Leben in der Emigration (in Spanien, Frankreich, Schweiz) mit ständig wechselndem Wohnsitz und den Verlust der in Deutschland verbliebenen Großeltern, Onkel und Tanten, die im Zuge der NS-Verfolgungen ermordet wurden. 1942 begann sie eine Lehre als Töpferin bei Fribourg in der Schweiz. 1946 kehrte die Familie nach Deutschland zurück, zunächst nach Frankfurt am Main. Doris Pollatschek studierte von 1948 bis 1949 an der Staatlichen Bau- und Kunstschule Mainz, von 1949 bis 1950 an der Hochschule für angewandte Kunst Berlin-Weißensee und von 1952 bis 1956 bei Walter Arnold Bildhauerei an der Hochschule für Bildende Künste Dresden. Danach war sie als freischaffende Bildhauerin in Ost-Berlin tätig. 1959 schloss sie mit Beschäftigten des Kabelwerks Oberspree einen „Freundschaftsvertrag“, mit dem sie sich u. a. verpflichtete, einige Kleinplastiken von Arbeiterinnen und Arbeitern zu schaffen. Sie unterstützte die Gründung einer Betriebsakademie und hielt dort Vorträge über bildende Kunst.
1974 häuften sich die bereits anfangs vorhandenen politischen Schwierigkeiten, wodurch sie keine öffentlichen Aufträge als Bildhauerin erhielt. So begann sie mit Keramik zu arbeiten. 1981 gelang ihr die legale Ausreise aus der DDR und sie übersiedelte (in ihren eigenen Worten „18. Umzug“) nach Jerusalem. Ein Darlehen des Verlegers Axel Springer ermöglichte ihr den Kauf eines Ateliers dort. Seitdem lebte sie als Künstlerin und Katzenmutter in Jerusalem, unterbrochen von gelegentlichen Aufenthalten aus gesundheitlichen Gründen in Berlin-Steglitz, wo sie eine Wohnung besaß. Sie kam aber auch zur Eröffnung von Ausstellungen ihrer Werke nach Deutschland wie im Jahr 1995 nach Wuppertal.
Sie war zweimal verheiratet und Mutter von zwei Kindern.
Ihr Grab befindet sich auf dem jüdischen Friedhof in Berlin-Weißensee.
Der Vater Dr. Walther Pollatschek (1901–1975) war Publizist, Kritiker, Schriftsteller, Redakteur des Aufbau-Verlages, Herausgeber der Werke und Pfleger des Nachlasses von Friedrich Wolf. Eine jüngere Schwester von Doris Pollatschek ist die Germanistin Silvia Schlenstedt.

## Werke

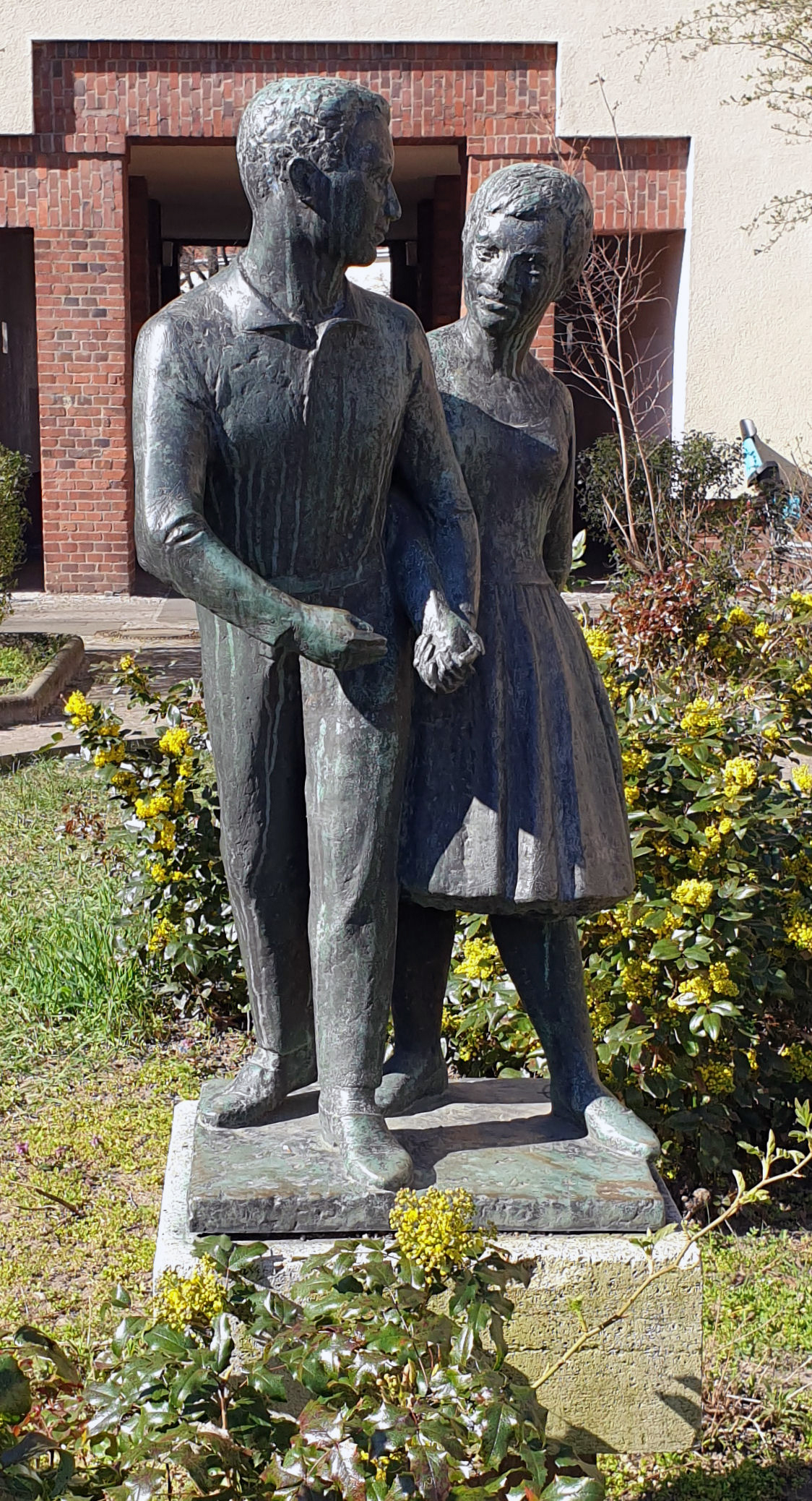
Skulptur in Berlin-Johannisthal

Schon in ihrer Kindheit begann Doris Pollatschek kleine Figuren zu malen und zu kneten. So wirkte sie späterhin als Töpferin, Bildhauerin, Grafikerin und Schriftstellerin. Ihr Werk ist durchdrungen von den Erfahrungen von Unrast, Verfolgung und Vernichtung in der Shoa, vom Leiden unter Trennung und von Sehnsucht nach Nähe und Menschlichkeit, von der Rückbesinnung auf Gestalten, Geschichten und Visionen der hebräischen Bibel. Ihre Plastiken und Skulpturen wurden in vielen Ländern ausgestellt (neben Ost- und West-Deutschland u. a. Holland, Schweiz, Israel, USA). Ihr Hobby war die Zucht von Kanaani-Katzen. Nach ihr wurde eine neue Katzenart als Doris Pollatschek benannt. Im Folgenden findet sich eine Auswahl ihrer Kunstwerke.

### Bronzearbeiten
- 1957: Junges Paar, aufgestellt in Berlin-Johannisthal, Grünanlage Hagedornstraße/Allmersweg[7]
- Stehende Frau in Tuch verhüllt
- Auf Schaukelstuhl sitzende Frau mit ihrem Schoßhund

- Saskia, Porträtbüste; 1962/1963 auf der Fünften Deutschen Kunstausstellung[8]
- 1968: Die Hilfreiche, Statuette, Bronze; auf der VII. Kunstausstellung der DDR[9]

- 1975: Mutter mit Kind[10]
- Lauernde Katze
- Liegende Katze[11]
- Hockende Frau[12]
- Saskia
- 1981: In terra pax, Bronzerelief als Triptychon[13]
- Sich umarmendes Paar, Bronzeguss ausgeführt von Fa. Barth aus Rinteln, nur 9,5 cm hoch[14]
- Stehendes junges Mädchen mit Zöpfen[15]

### Relief-Fayencen und keramische Plastiken
- Keramiksäule (siehe Bild); das Werk stellt eine symbolische Weltkugel auf einem wie eine Kerze gestalteten Ständer dar und wurde 1984[16] vor dem damaligen Kulturhaus des VEB Elektrokohle Lichtenberg aufgestellt. Der Leerstand des Gebäudes nach 1990 und Vandalismus an dem Kunstwerk führten zu einer starken Gefährdung. Das Bezirksamt ließ die Säule im Jahr 2012 einhausen und von den umgebenden Büschen zuwachsen. Mit dem Verkauf des gesamten Geländes an die Dong Xuan GmbH gelangte die Säule an den neuen Eigentümer. Ob sie restauriert und wieder aufgestellt wird, wenn das Kulturhaus als Dong Xuan Haus ab 2014 umgebaut wird, ist noch unklar.

- Im Rathaus von Rheda-Wiedenbrück[17]
- Bilder zur Sintflutgeschichte in der Nikolaikirche (Heilbronn)
- Triptychon für Auschwitz in der Berlin-Dahlemer St.-Annen-Kirche

Details zum Triptychon für Auschwitz

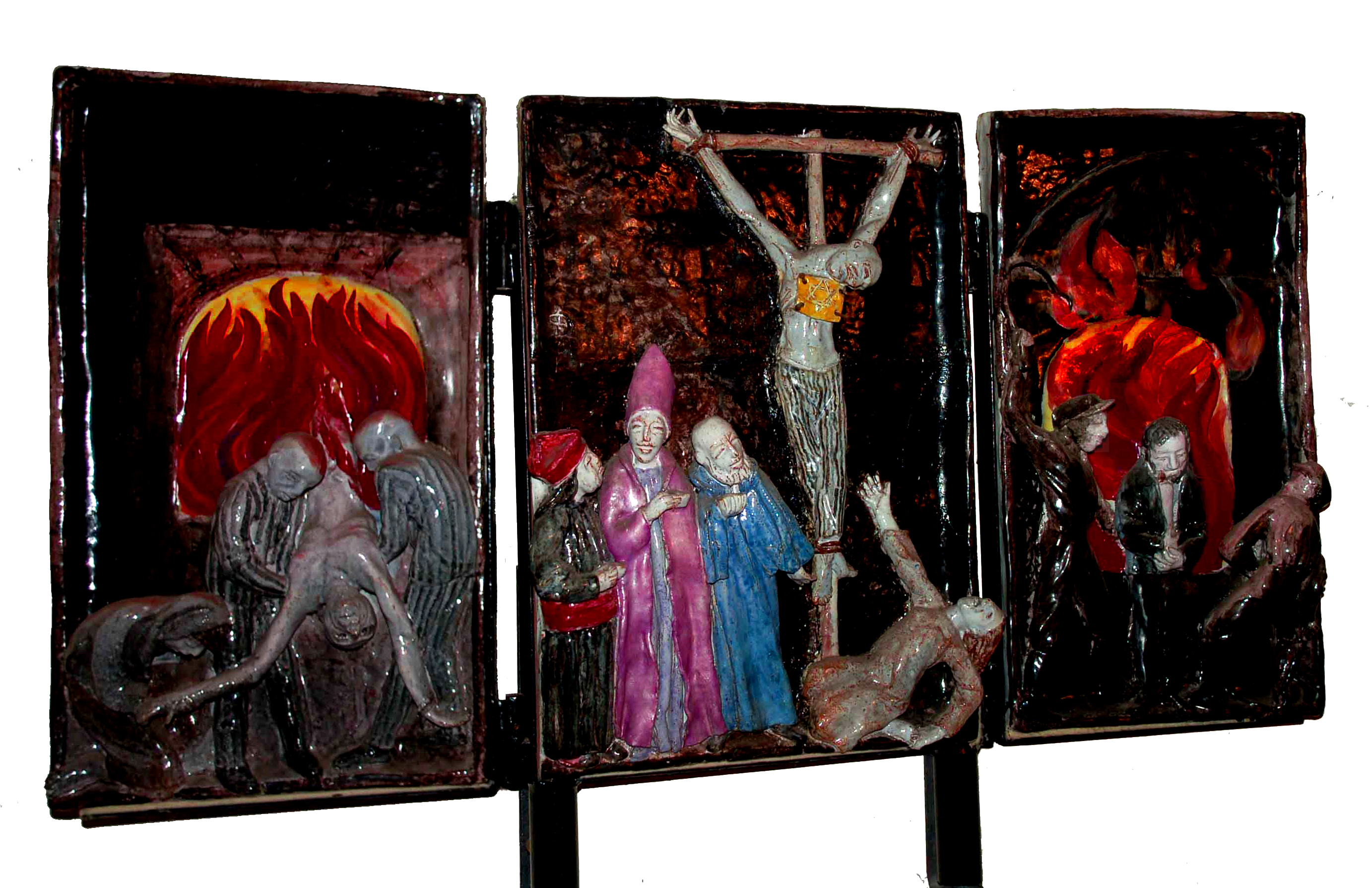
Triptychon für Auschwitz in Berlin-Dahlem

Hier handelt es sich um ein viel diskutiertes Werk der Künstlerin. Neben dem Dahlemer Triptychon gibt es davon ein zweites, leicht differierendes Exemplar im Museum Abtei Liesborn. Darin sind auf drei einander zugeordneten Keramik-Reliefs Szenen mittelalterlicher dreiflügeliger Altarbilder nachempfunden und aktualisiert. Im Mittelteil ist eine Kreuzigungsszene zu sehen. Am Kreuz hängt ein Mensch, dem ein Judenstern auf die Brust geheftet ist. Zu Füßen des Kreuzes finden sich neben einer schreiend ersterbenden Frau drei christliche Geistliche, die Tee trinken. Auf dem rechten Flügel wird ein Mensch gegeißelt – braune Männer prügeln einen schwarz gekleideten Mann, der eine Tora-Rolle an der Brust birgt. Der linke Flügel thematisiert die Grablegung – Häftlinge schieben einen nackten Körper in einen feurigen Ofen. Nicht primär den Terror des Holocaust will die Künstlerin zeigen, sondern das Nichtstun der Kirche. Nicht Christus wird gekreuzigt, sondern ein Jude – dessen Verbrechen es nicht war, König der Juden zu sein, sondern Jude. Von katholischer Seite wurde das Kunstwerk, besonders aber seine Anbringung in einer evangelischen Kirche, kritisiert. Die im Mittelteil dargestellten Geistlichen sind nach ihrer Kleidung eindeutig als katholisch identifizierbar, nämlich als Prälat, Bischof und Ordensmann. Die Darstellung wurde von den Kritikern als einseitige Schuldzuweisung aufgefasst. Eine Erwiderung im Gemeindeblatt der Evangelischen Kirchengemeinde in Berlin-Dahlem bestätigte mit Vorwürfen gegen Papst Pius XII. eher die Kritik. Im Nachgang wurde die Erläuterung des Triptychons für Besucher der Kirche klärend überarbeitet, das Werk aber an seinem Platz belassen.

### Veröffentlichungen als Schriftstellerin
Ihre schriftstellerischen Werke umfassen Kinderbücher, die sie selbst illustrierte (Das Märchenkind Sabine 1964, aus dem auch ein Hörspiel gestaltet wurde, Immer ich zusammen mit Konrad Golz 1966, das auch ins Schwedische und Finnische übersetzt wurde sowie Sundus und der hafergelbe Hund 1989). Darüber hinaus verfasste sie das Drehbuch zu dem Film Käthe Kollwitz: Saatfrüchte sollen nicht vermahlen werden (1967).

## Ausstellungen (unvollständig)

### Einzelausstellungen
- 1979, Berlin, Studio-Galerie des Staatlichen Kunsthandels der DDR (Kleinplastik aus Bronze und Ton)
- 1993, Hamburg, Kirche St. Jacobi[24]
- 1995/96, Wuppertal, Alte Synagoge[4]
- Keramikobjekte im Jüdischen Historischen Museum in Amsterdam[25]

### Beteiligung an zentralen und wichtigen regionalen Ausstellungen in der DDR
- 1960 und 1975: Berlin, Bezirkskunstausstellungen
- 1961: Berlin, Deutsche Akademie der Künste
- 1962/1963 und 1972/1973: Dresden, Fünfte Deutsche Kunstausstellung und VII. Kunstausstellung der DDR
- 1980: Berlin, Ausstellungszentrum am Fernsehturm („Berliner Kunst - Retrospektive“)
- 1986/1987: Suhl („Das sicher sei, was uns lieb ist“. Ausstellung zum 40. Jahrestag der Gründung der Grenztruppen der DDR)